# Dubuc (Saskatchewan)
Pour les articles homonymes, voir Dubuc.
Dubuc est une communauté située dans la province de la Saskatchewan, dans le sud-est.